# Trouble Brewing
Trouble Brewing é um filme de comédia mudo produzido nos Estados Unidos e lançado em 1924. Talvez seja um filme perdido.